# Kalaylıkoz Hacı Ahmed Pascià
Kalaylıkoz Hacı Ahmed Pascià (Kayseri, ... – Lepanto, gennaio 1715) è stato un politico ottomano probabilmente di etnia greca.
All'inizio della sua carriera, fu membro della guardia del corpo del sultano, i baltaci. Dopo il suo Gran Visierato, fu nominato governatore di Creta. Gli fu dato l'epiteto Kalaylıkoz (in turco: vanitoso) a causa del suo amore per i vestiti e i gioielli multicolori.